# Chislehurst
Chislehurst – podmiejska dzielnica w południowo-wschodnim Londynie, leżąca w gminie London Borough of Bromley i ceremonialnym hrabstwie Kent. W 2011 Chislehurst liczyło 14831 mieszkańców.